# Gertrud Fussenegger
Gertrud Fussenegger (Pilsen, 8 mai 1912 - Linz, 19 mars 2009) est une écrivaine autrichienne. 

## Biographie
Elle a principalement écrit des romans historiques,.
De nombreux commentateurs ont estimé que sa réputation a été ternie par son adhésion au parti nazi,.

## Distinctions
- Croix d'officier de l'ordre du Mérite